# فیلم ۱۲۶

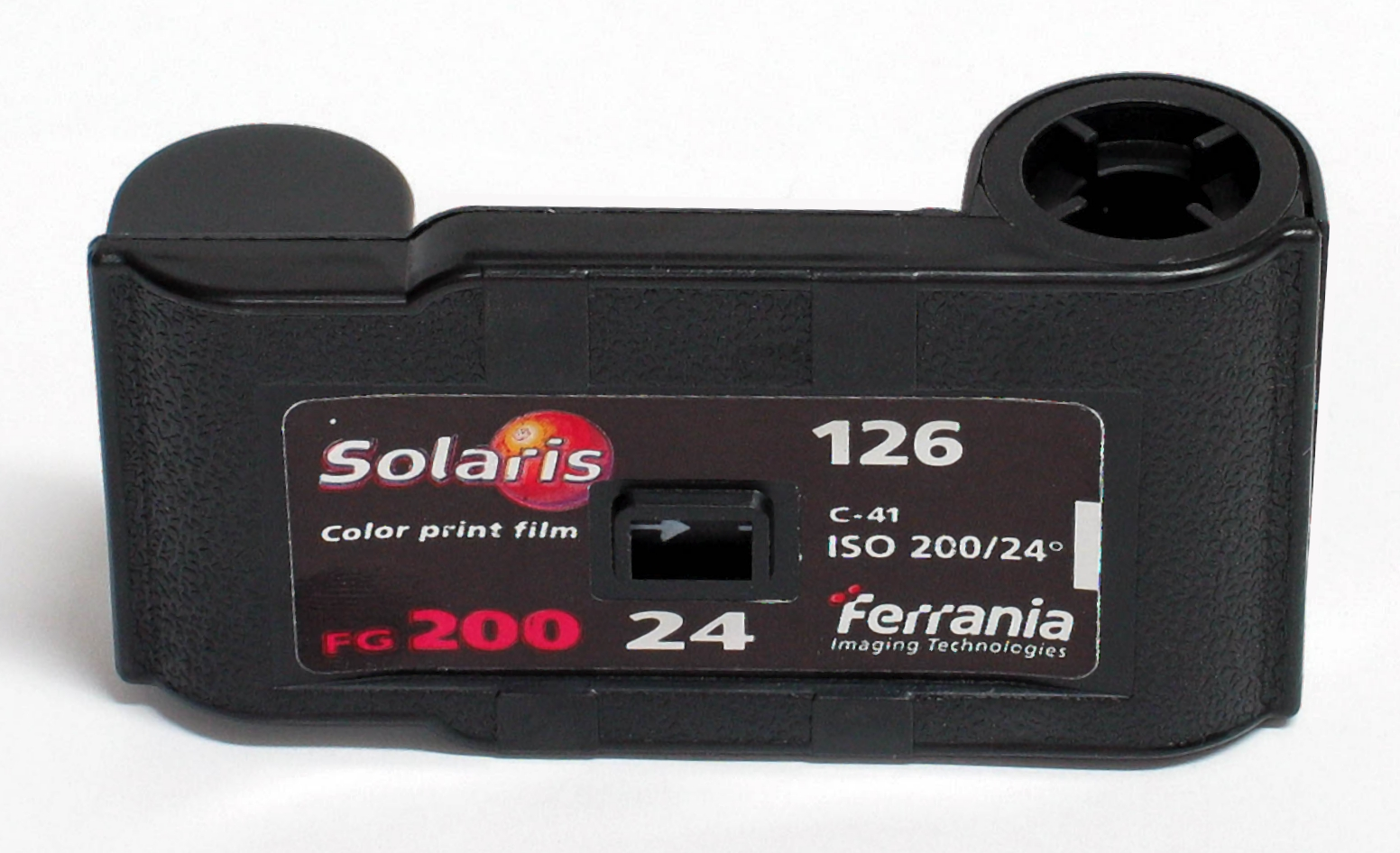
فیلم ۱۲۶ در کارتریج

فیلم ۱۲۶ قطعی از فیلم عکاسی است که به صورت کارتریج عرضه شده، و هنوز هم به‌طور محدود در عکاسی مورد استفاده قرار می‌گیرد.

## تاریخچه
این محصول در سال ۱۹۶۳ توسط کداک معرفی شد. این فیلم عمدتاً با دوربین‌های کامپکت تک لنزی غیربازتابی کداک(Instamatic) به بازار عرضه می‌شد.

## دوربین‌ها

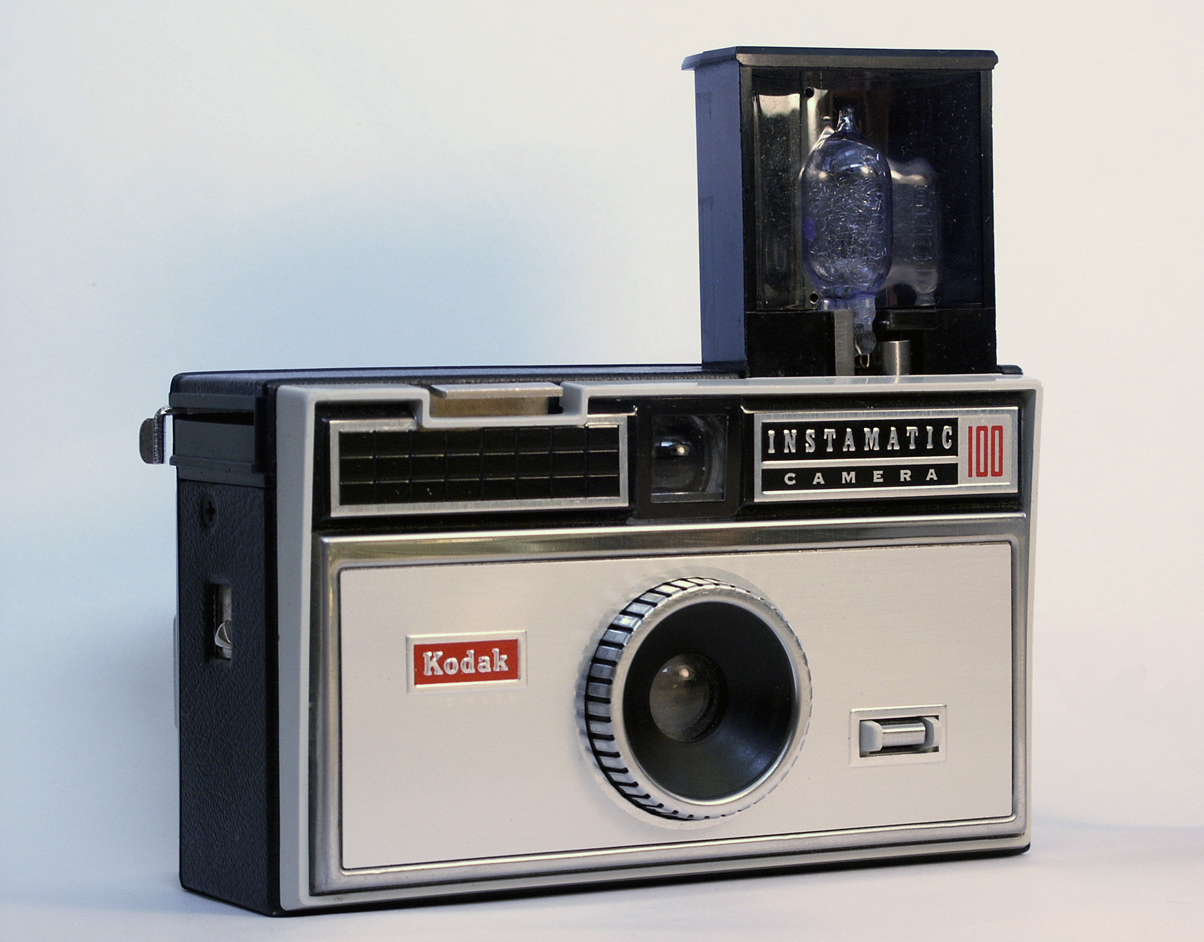
دوربین آناستیکمات کداک

## اندازهنگاتیو
اندازه نگاتیو این فیلم ۲۸*۲۸ میلی‌متر است.

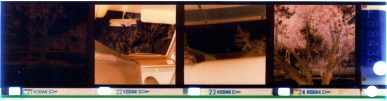
چند کادر از فیلم ۱۲۶

## وضعیت تولید
اگرچه فیلم ۱۲۶ زمانی بسیار محبوب بود، و تا سال ۲۰۰۸ تولید می‌شد، دیگر تولید نمی‌شود و فقط توسط عده معدودی از شرکت‌ها ظهور می‌گردد.